# Santa Eulalia la Mayor
Pour les articles homonymes, voir Santa Eulalia.
Santa Eulalia la Mayor (Santolaria en aragonais) est une localité appartenant à la municipalité de Loporzano dans la province de Huesca. Elle est située à 17 km de Huesca.

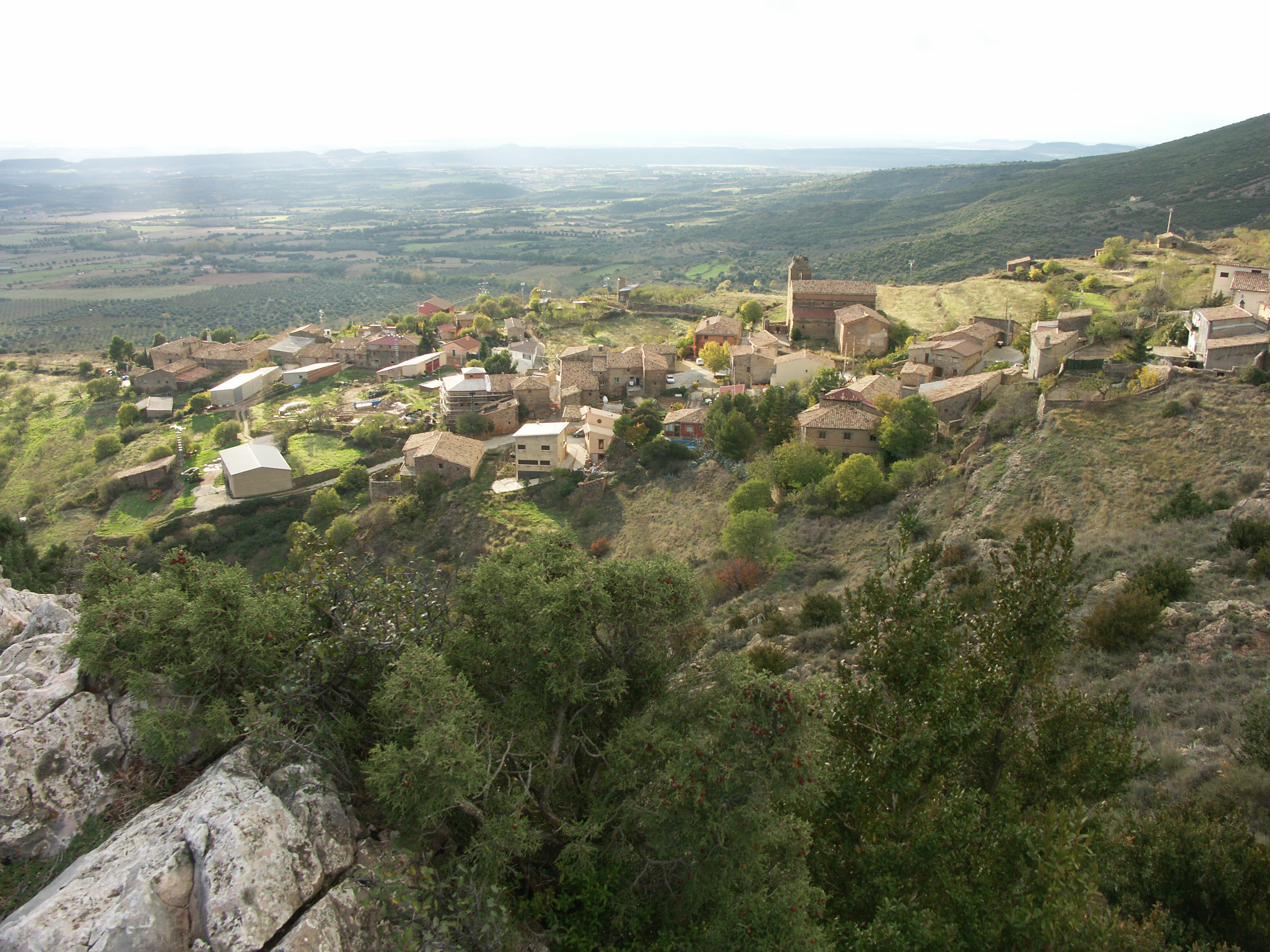
La localité de Santa Eulalia la Mayor (Loporzano).

## Géographie
La localité de Santa Eulalia la Mayor est située à une extrémité de la Sierra de la Gabardiella, sur le bord des gorges de la Guatizalema.

## Histoire
Le 2 décembre 1249, le roi Jacques Ier d'Aragon donna Santa Eulalia à Artal de Foces, chevalier qui participa à la bataille de Las Navas de Tolosa en 1212 (HUICI-CABANES, Documents de James I, no. 513 ). Peu après[Quand ?], le village et son château dominant la plaine de Huesca passèrent aux mains du Seigneur de Montearagon jusqu'en 1571. Après quoi il fut la propriété de l'évêque de Huesca.

## Démographie
| 1970 | 2000 | 2001 | 2002 | 2003 | 2004 |
| ---- | ---- | ---- | ---- | ---- | ---- |
| 81   | 52   | 51   | 42   | 41   | 47   |

## Lieux et monuments
- Église paroissiale San Pedro (XVIIe siècle)
- Ermitage Notre-Dame de Saint-Martin
- Ermitage Notre-Dame de Sescún, construit au XIIIe siècle pour accueillir la Vierge du village abandonné de Sescún situé quelques kilomètres plus au Nord.
- La tour, vestige du château, ou d'une enclave militaire musulmane conquise par Sancho Ramirez.